# Ochrilidia surcoufi
Ochrilidia surcoufi är en insektsart som först beskrevs av Lucien Chopard 1937.  Ochrilidia surcoufi ingår i släktet Ochrilidia och familjen gräshoppor. Inga underarter finns listade i Catalogue of Life.